# أنجلو ساغال
أنجلو ساغال (بالإسبانية: Ángelo Sagal)‏ (مواليد 18 أبريل 1993) هو لاعب كرة قدم. يلعب مع منتخب تشيلي لكرة القدم. سبق له أن لعب في كأس القارات 2017 مع منتخب بلاده.

## روابط خارجية
- أنجلو ساغال على موقع الاتحاد الدولي (مؤرشف)  (الإنجليزية)
- أنجلو ساغال على موقع اتحاد تركيا (لاعب) (الإنجليزية)
- أنجلو ساغال على موقع قاعدة بيانات كرة القدم.إي يو (الإنجليزية)
- أنجلو ساغال على موقع ناشيونال فوتبول تيمز (الإنجليزية)
- أنجلو ساغال على موقع Soccerway.com (الإنجليزية)
- أنجلو ساغال على موقع عالم كرة القدم.نت (الإنجليزية)
- أنجلو ساغال على موقع AS.com (الإسبانية)